# Alseodaphne hainanensis
Alseodaphne hainanensis Merr. – gatunek rośliny z rodziny wawrzynowatych (Lauraceae Juss.). Występuje naturalnie w północnym Wietnamie oraz południowych Chinach (w prowincji Hajnan).

## Morfologia
PokrójZimozielone drzewo dorastające do 25 m wysokości.
LiścieZebrane na końcach gałęzi. Mają eliptyczny kształt. Mierzą 6–10 cm długości oraz 1,5–3,5 cm szerokości. Są skórzaste, od spodu mają zielonobiaławą barwę. Nasada liścia jest ostrokątna. Blaszka liściowa jest zawinięta na brzegu, o zaokrąglonym wierzchołku. Ogonek liściowy jest mocny i dorasta do 10–15 mm długości.
KwiatySą niepozorne, zebrane w wiechy, rozwijają się w kątach pędów. Kwiatostan osiąga 4–10 cm długości, natomiast pojedyncze kwiaty mierzą 2–2,5 mm średnicy.
OwoceMają kształt od jajowatego do kulistego, osiągają 1,2–2 cm długości, mają zielony kolor, później przebarwiając się na czarno.

## Biologia i ekologia
Rośnie w lasach. Występuje na wysokości od 1400 do 1700 m n.p.m. Kwitnie w lipcu, natomiast owoce dojrzewają od października do lutego.